# 스콜트 사미어
스콜트 사미어(스콜트 사미어: nuõrttsääʹmǩiõll 누오르참키얼)는 핀란드 세베티예르비 지역 및 러시아 로보제로 호수 유역에서 사용하는 사미어 중 하나이다. 사용 인구는 약 320명이다.